# Шнайдер, Роберт (писатель)
Роберт Шнайдер (нем. Robert Schneider; род. 16 июня 1961[…], Брегенц) — австрийский писатель. Его первый роман «Брат сна» (1992) переведён на 36 языков мира и экранизирован, а также по его мотивам поставлены опера и балет.

## Биография
Роберт Шнайдер родился 16 июня 1961 года в Брегенце (Австрия), был усыновлён в двухлетнем возрасте супружеской парой горных фермеров Антоном и Штефани Шнайдер и вырос в Гётцисе (Форарльберг), где до сих пор живёт и работает как писатель-фрилансер. Он женат и у него трое детей.
С 1981 по 1986 год Шнайдер изучал композицию, театроведение и историю искусства в Вене. Прервал учёбу, чтобы стать писателем; работал гидом и органистом и держался на плаву благодаря различным литературным грантам.
Шнайдер опубликовал дебютный роман «Брат сна» (в русском переводе — «Сестра сна») в 1992 году в издательстве Reclam-Verlag (Лейпциг) после того, как рукопись была ранее отклонена 24 издателями. Книга, в которой рассказывается вымышленная история музыканта Йоханнеса Элиаса Альдера, покончившего с жизнью из-за недосыпания, имела международный успех, была переведена на 36 языков и вошла в школьный канон. В 1995 году по роману снят фильм под руководством Йозефа Фильсмайера, в 1996 году фильм был номинирован на «Золотой глобус». Роман послужил образцом для балета, оперы и нескольких драматических версий.
В 1998 году был опубликован его второй роман, «Ступающая по воздуху». В романе рассказывается о взлёте и падении вымышленного города Якобсрот в долине Рейна Форарльберг. Книга была единодушно и беспрецедентно раскритикована немецкой литературной критикой.
Тем временем Шнайдер жил в Нью-Йорке, чтобы работать над третьей частью своей трилогии о долине Рейна — романом «Неприкасаемые», который появился в 2000 году. В нём, основанном на историческом событии, он описывает судьбу двух крестьянских детей, которые были отправлены в Америку во время Великой депрессии.
В романе «Кристус» рассказывается о жизни «баптистского короля» Яна Бёкельса, основавшего Мюнстерское королевство. Изложение во многом основано на источниках, язык звучит как древний.
Что касается литературной классификации, Шнайдер является противоречивой фигурой в современной немецкоязычной литературе. В его книгах чередуются искусственный язык, ориентированный на музыкальные параметры, в котором смешиваются старинные слова, современные и авторские неологизмы (Schlafes Bruder, Die Luftgängerin, Kristus), и короткий, почти стенографический стиль письма (Dreck, Schatten). Противоречие между эмоциональностью и рассчитанностью его повествования трудно включить в общие шаблоны набора текста. Сам он видит свои корни в традициях австрийского повествования до 1945 года.
В последние годы Шнайдер очень редко появляется на публике. Он редко даёт интервью: «Всё, что писатель говорит о своих книгах, может только тревожить. Они должны идти своим путём без него».
Его последний роман на сегодняшний день, «Откровение», был опубликован в сентябре 2007 года. В нём рассказывается история открытия Баха, сделанного исследователем музыки из Наумбурга (Заале), жизнь которого в результате нарушена. Роберт Шнайдер регулярно публикует автобиографические наблюдения в воскресных выпусках Kronen Zeitung.

## Награды
- 1990: Государственная премия за произведения народного театра, за мечту и горе юного Х.
- 1993: Приз Потсдамского театра за грязь — О страхе перед иностранцами.
- 1993: Приз алеманской литературы
- 1993: Грант Роберта Музиля от города Вены
- 1994: Литературная премия Зальцбургского пасхального фестиваля
- 1994: Prix Médicis Étranger
- 1994: Премио Гринзане Кавур
- 1994: награда Civis Radio Play от WDR
- 1995: Приз Марилуизы Фляйсер
- 1995: Premio Itas del Libro di Montagna (Тренто)
- 2008: Фантастический приз города Вецлар за «Откровение»

## Проза
- Сестра сна. Роман. Reclam , Лейпциг, 1992, ISBN 3-379-01518-0 .
- Ступающая по воздуху. Роман. Издательство Blessing, Мюнхен, 1998 г., ISBN 3-442-72578-X.
- Неприкасаемые. Роман. Издательство Альбрехт Кнаус , Мюнхен 2000, ISBN 3-8135-0161-2.
- Папа и девушка. Новелла. Reclam, Лейпциг, 2001, ISBN 3-379-00781-1.
- Тень. Роман. Reclam, Лейпциг, 2002 г., ISBN 3-379-00792-7.
- Кристус. Роман. Aufbau-Verlag , Берлин 2004, ISBN 3-351-03013-4.
- Откровение. Роман. Aufbau-Verlag, Берлин 2007, ISBN 978-3-351-03212-8.

## Драматургия
- Гитлер мой. Любовная речь. Премьера: 1989, Гётзис, Старая Крона
- Старые времена. Комедии. Премьера: 1994, Гётзис, Ам Бах
- Грязь. Монолог о страхе перед незнакомцем. Премьера: 1993, Театр Талия (Гамбург)
- Сон и горе юного Х. Одиннадцать станций. Премьера: 1993, Ганноверский театр
- Комедия о немецкой тоске по дому. Премьера: 1999, Schauspielhaus Zurich

## Поэзия
- Встречная молитва. 1992, провинциальная библиотека, Weitra 1995.
- Восемь наград. 2005, Mitteldeutscher Verlag, Галле (Заале) 2006.